# تپه شماره ۱ شهرآباد
تپه شماره ۱ شهر آباد مربوط به دوران‌های تاریخی پس از اسلام است و در شهرستان قزوین، بخش آبیک، روستای خرم پشته واقع شده و این اثر در تاریخ ۱۹ اسفند ۱۳۸۰ با شمارهٔ ثبت ۴۹۷۴ به‌عنوان یکی از آثار ملی ایران به ثبت رسیده است.